# Alice Wilkie
Pour les articles homonymes, voir Wilkie.
Alice Wilkie (1902-1987) est une showgirl américaine.

## Biographie
Alice Wilkie est la fille de Thomas Wilkie, propriétaire d'une épicerie en Angleterre. Alice déménage à New York et rejoint les George White's Scandals (en) en 1923 où elle reste pendant trois saisons, 1924,, 1925,, et 1926. Elle apparait dans les Ziegfeld Follies en 1925. Elle crée une société appelée Alice Wilke Inc pour produire ses propres comédies musicales. Après avoir brièvement joué avec le cirque Ringling Brothers en 1927, elle se retire du show business.

## Vie privée
Elle épouse un cadre de l'industrie pharmaceutique Robert Turner Browning (1904-1969), et ils déménagent à Short Hills, New Jersey (en) et sont restés mariés jusqu'au décès de Robert en 1969. Alice est ensuite entrée dans une maison de retraite du New Jersey où elle passe ses dernières années. Le 30 août 1987, elle est décédée à l'âge de quatre-vingt-quatre ans. Elle est enterrée au cimetière Prospect Hill à Front Royal, en Virginie.

## Iconographie
Alice Wilkie a été photographiée par James Montgomery Flagg et Alfred Cheney Johnston qui a travaillé pour Florenz Ziegfeld pendant plus de 15 ans, prenant principalement des photographies publicitaires et promotionnelles des interprètes des Ziegfeld Follies. Les photos de nues, découvertes après la mort de Johnston, n'ont pas été publiés dans les années 1920.